# José Carlos Pereira de Almeida Torres
José Carlos Pereira de Almeida Torres, segundo vizconde de Macaé, fue un magistrado y político del Imperio del Brasil.

## Biografía
Nació en Salvador (Bahia) en 1799, hijo del desembargador José Carlos Pereira, y de Ana Zeferina de Almeida Torres.
Tras efectuar estudios secundarios y de letras en el Colegio Pedro II de Río de Janeiro, obtuvo el título de bachiller en derecho y ejerció la magistratura en Paraná, Minas Gerais y Bahia, donde recibió el nombramiento de desembargador.
Fue diputado ante la 1ª legislatura entre 1826 y 1829 por Minas Geraes.
Fue presidente de las provincias de Rio Grande do Sul (del 8 de enero al 29 de marzo de 1831) y de São Paulo (del 13 de enero de 1829 al 15 de abril de 1830 y del 17 de agosto de 1842 al 27 de enero de 1843), nuevamente Diputado General (1830-1833, 1843), Senador por Bahía (1843-1844, 1845-1847, 1848-1849, 1850-1852, 1853-1856), ministro de Justicia interino en el 5° Gabinete de 1845 y en el 8° de 1848 por él organizado, ministro del Imperio (Ministros dos Negócios do Império) en el 4°Gabinete de 1844, presidente del Consejo de Ministros (octavo gabinete) y senador entre 1843 y 1856.
Durante su desempeño como ministro de Justicia planteó la cuestión del tráfico de niños del Amazonas vendidos como esclavos en otras provincias y aún en la Corte de Río de Janeiro, así como del duro trato que recibían.
Recibió el título de vizconde en 1829 (sin grandeza), obteniendo la Grandeza de Macaé el 7 de septiembre de 1847 (Grande del Imperio). Su título de nobleza hace referencia al Municipio de Macaé (RJ), región serrana donde poseía la hacienda Saudade, dedicada a la producción de café y azúcar.
Recibió hábito de la Ordem de Cristo (1821) y fue designado Gentilhombre de la Cámara Imperial (11 de marzo de 1842), Consejero de Su Majestad, Consejero de Estado (1842), comendador de la Imperial Orden de Cristo (Imperial Ordem de Nosso Senhor Jesus Cristo, 11 de marzo de 1842). Integró el Instituto Histórico y Geográfico Brasilero.
Murió el 24 de abril de 1856 en Río de Janeiro, víctima de una epidemia.
Casó con su prima Maria Eudóxia Engrácia de Almeida Torres (c.1803 - d.), hija de Bernardino Marques de Almeida Torres y de Joana Angélica de Menezes Dória (c.1773 - d.), con quien tuvo al menos tres hijos: Maria Caetana Eudóxia (1826 - 1913), José Carlos Pereira Almeida Torres, II (c.1828 - d.) y Paulo José (1838 - d.).

### Gabinete del 8 de marzo de 1848
Fue Presidente del Consejo de Ministros y ministro del Imperio:
- Ministro de Justicia: José Antônio Pimenta Bueno
- Ministro de Asuntos Extranjeros: Antônio Paulino Limpo de Abreu
- Ministro de Marina: Manuel Felizardo de Sousa e Melo
- Ministro de Guerra: Manuel Felizardo de Sousa e Melo, Joaquim Antão Fernandes Leão
- Ministro de Hacienda: Antônio Paulino Limpo de Abreu, José Pedro Dias de Carvalho